# РГ-14
РГ-14 (ручная граната Рдултовского образца 1914 года) — ручная осколочная граната, созданная перед самой Первой мировой войной капитаном артиллерии В. И. Рдултовским на основе конструкции его предыдущей гранаты — РГ-12.

## История
Случаи применения ручных гранат военнослужащими русской армии были отмечены в ходе русско-японской войны 1904-1905 гг., но в то время методы их применения ещё не были отработаны и в результате достаточного внимания это оружие не получило.
Вскоре после начала первой мировой войны была выявлена возросшая потребность войск в ручных гранатах (оказавшихся эффективным оружием в окопной войне), производство гранат РГ-14 было увеличено.
В декабре 1914 года командующий 4-й армией генерал А. Е. Эверт отметил в приказе по армии недостаточно активное использование ручных гранат и потребовал от подчиненных командиров распределить имевшиеся запасы ручных гранат в пехотные части, обучить пехотинцев обращению с ручными гранатами под руководством саперных офицеров и активно применять ручные гранаты при обороне и атаке опорных пунктов.
4 октября 1915 года командующий 5-й армией генерал от кавалерии П. А. Плеве отдал приказ № 231 сформировать при каждой пехотной роте "особые команды бомбометателей".
8 октября 1915 года в телеграмме Ставки было предложено создавать гренадерские взводы при пехотных ротах.
Поскольку военная промышленность не полностью обеспечивала потребности армии в гранатах, командирам пехотных частей рекомендовалось при атаке волнами снабжать ручными гранатами военнослужащих первых двух из четырёх стрелковых цепей (при этом, военнослужащих третьей стрелковой цепи привлекали для перемещения пулемётов и боеприпасов, а четвёртая служила резервом).
13 декабря 1915 года приказ № 646 о создании гренадерских взводов отдал командующий 9-й армии. В соответствии с приказом, ручные гранаты рассматривались как основное оружие гренадеров (каждого солдата рекомендовалось вооружать 7-8 ручными гранатами, для ношения которых выдавали две брезентовые сумки, надеваемые крест-накрест через левое и правое плечо). В конце 1915 года началось формирование гренадерских взводов при стрелковых и пехотных ротах русской армии. Каждый гренадерский взвод имел штатную численность 53 военнослужащих, при этом ручные гранаты рассматривались как основное оружие гренадеров (каждый солдат был вооружён 10 ручными гранатами). Кроме ручных гранат, по предложению генерала А. Е. Эверта, гренадерские взводы получали саперный инструмент.
В войсках Юго-Западного фронта команды гренадёров были сформированы зимой 1915-1916 гг..
В 1916 году была издана "Инструкция для метания ручных бомб и гранат", в которой были рассмотрены типы гранат, используемых в русской армии и способы их применения.
В марте 1916 года выпуск ручных гранат обр. 1914 года начал Троицкий снаряжательный завод.
Во время гражданской войны граната являлась основным типом гранаты РККА.

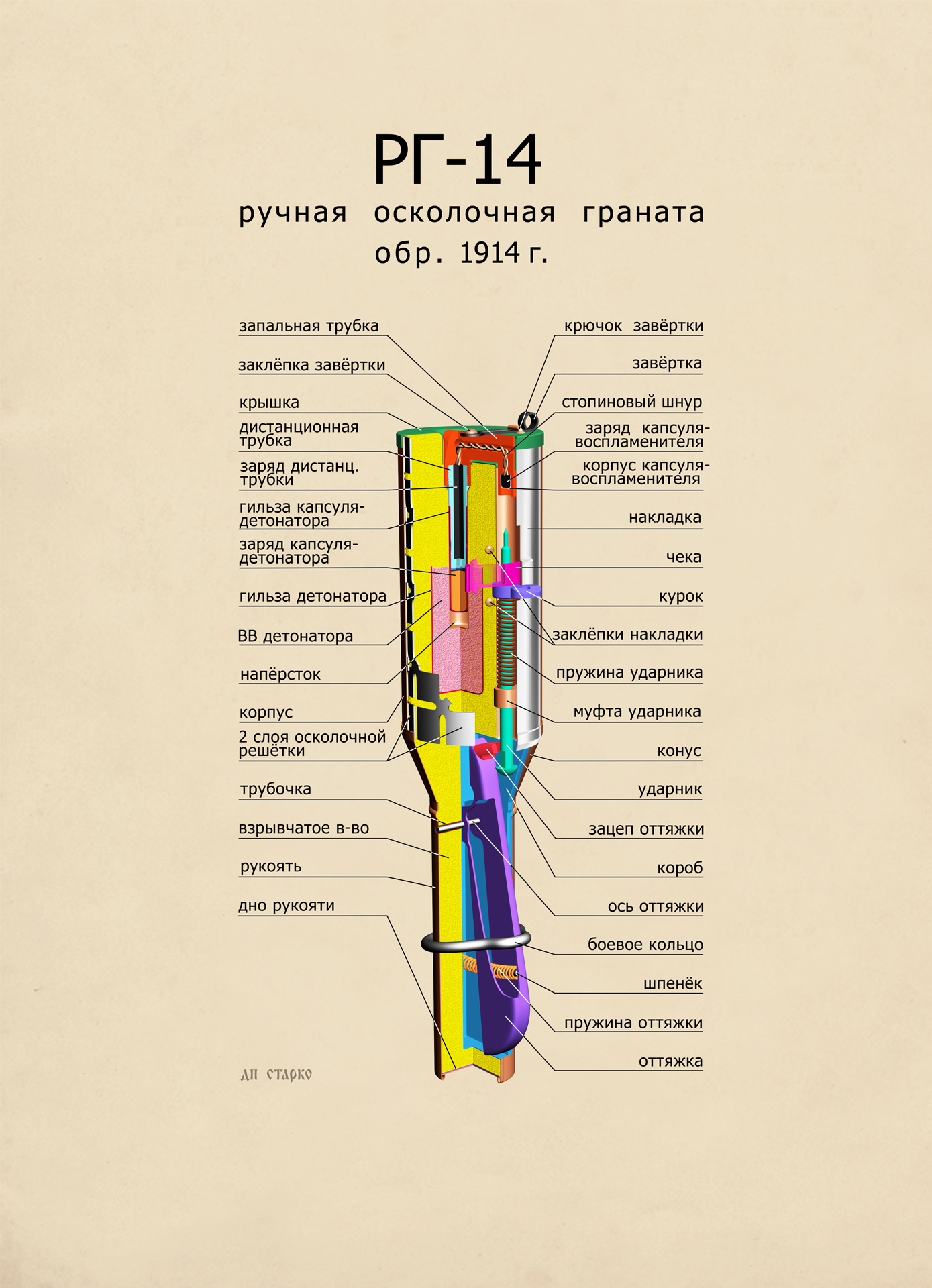

Производство ручной гранаты обр. 1914 года было прекращено после того, как в 1930 году на вооружение РККА была принята ручная граната обр. 1914/30 года.

## Описание
В сравнении с гранатой Рдултовского обр. 1912 года, РГ-14 была более удобной в обращении (поскольку имела меньшую массу и более удобную форму).
Граната состояла из жестяного корпуса, заряда ВВ, осколочной решётки, накольного механизма и запала.
Корпус гранаты имел цилиндрическую форму с горловиной. Длина корпуса составляла 104,5 мм, длина рукоятки — 112 мм, диаметр рукоятки — 30-35 мм. Между зарядом и оболочкой устанавливались две решётки толщиной в 1 мм с крестообразными прорезями, которые давали при взрыве гранаты около 230—250 мелких осколков практически квадратной формы.
Дальность разлёта осколков составляла до 15-20 метров (в ходе первой мировой войны были отмечены случаи поражения отдельными осколками на дальности до 30 шагов).
Запал гранаты состоял из алюминиевой запальной трубки и капсюля-детонатора. Продольный канал запальной трубки и её оба колена, прилегавшие к малому капсюлю и к трубке, для передачи огня от малого капсюля к дистанционному составу заполнялись стопином. Выходы этого канала закупоривались кусочками фибры или пробки, замазывались мастикой и покрывались лаком.
Время горения запала РГ-14 составляло 3 - 5 секунд.
Корпус гранаты заполнялся взрывчатым веществом. В качестве штатных взрывчатых веществ предполагалось использовать тротил и мелинит. Однако в ходе первой мировой войны в связи с дефицитом взрывчатки в дело пошли и суррогатные взрывчатые вещества на основе аммиачной селитры.
Гранаты, снаряженные такими ВВ, не уступали по поражающим свойствам обычным гранатам, но имели весьма серьёзные недостатки, связанные с химическими свойствами аммиачной селитры. Уже вскоре после поступления таких гранат на фронт было замечено, что их корпуса подвергаются сильной коррозии, а снаряжение может терять взрывчатые свойства из-за высокой гигроскопичности. Для предохранения «капризного» взрывчатого вещества от влаги пришлось больше внимания уделить герметичности корпусов, более тщательно пропаивать швы корпуса, что было затруднительно и вызывало дополнительные затраты.
Для хранения таких гранат требовались сухие вентилируемые помещения, что было не всегда возможно.
В некоторых гранатах (начинённых тротилом или мелинитом) был установлен дополнительный детонатор — в гранатах, начинённых аммоналом дополнительного детонатора не было. Кроме этого, использовался и состав Фавье. Именно из-за этого гранаты различались по весу.
Также для снаряжения гранаты использовалось взрывчатое вещество тринитрофенол (пикриновая кислота), но, в связи с очень частыми несчастными случаями при транспортировке и использовании, в дальнейшем было принято решения отказаться от использования данного взрывчатого вещества.

## Варианты и модификации
- учебная граната - деревянный макет, предназначенный для тренировок в метании гранат. Изготавливались децентрализованно, по меньшей мере в некоторых организациях ОСОАВИАХИМ использовались до начала Великой Отечественной войны[11]